# Biganos

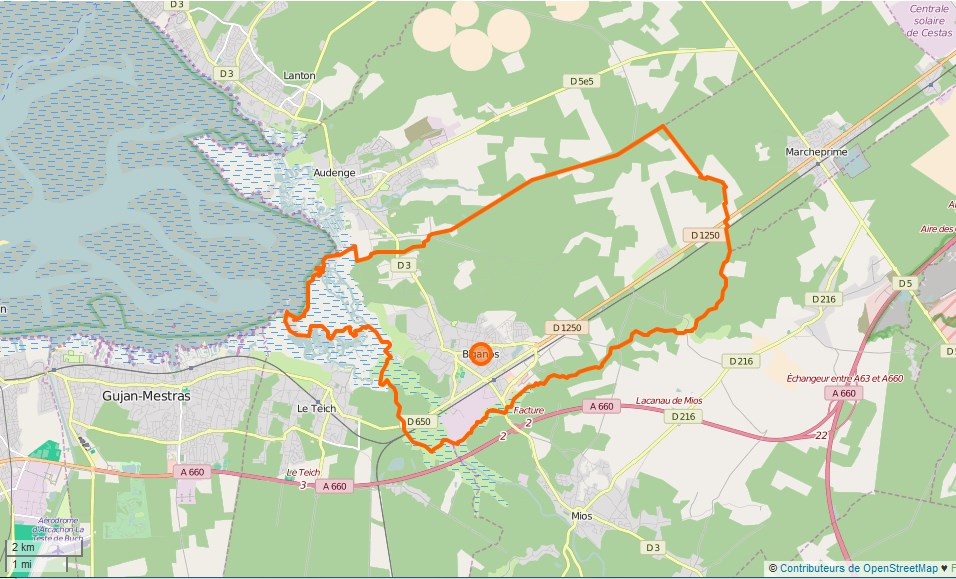
Gemeindegrenzen von Biganos

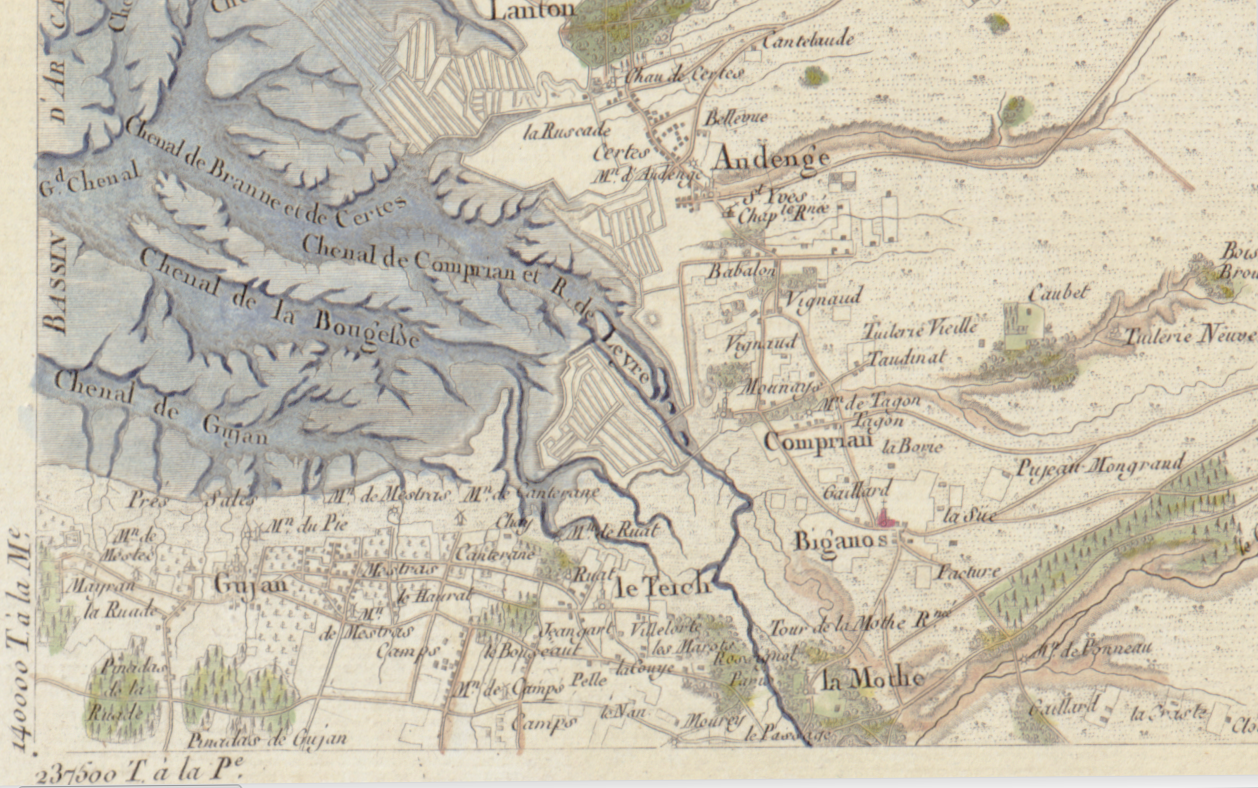
Umgebungskarte von Biganos aus dem 18. Jahrhundert

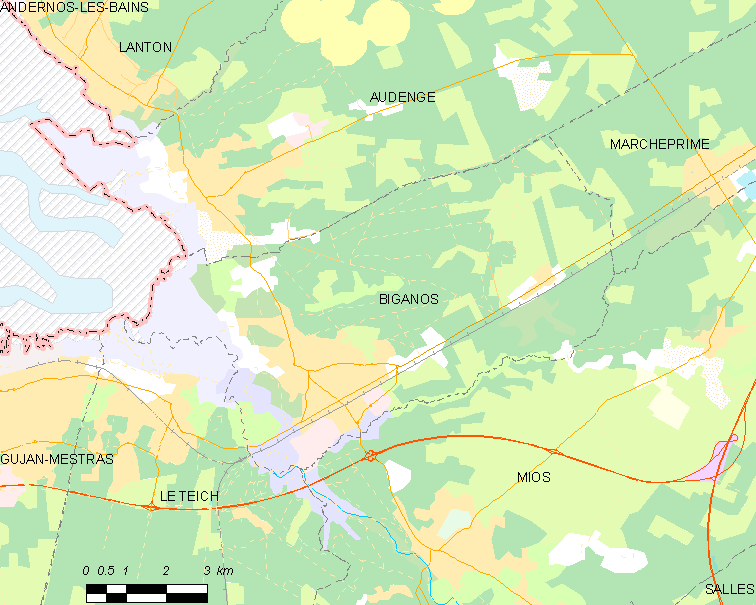
Moderne Umgebungskarte von Biganos

 Biganos  ist eine französische Gemeinde im Département Gironde in der Region Nouvelle-Aquitaine. Die Gemeinde gehört zum Kanton Andernos-les-Bains im Arrondissement Arcachon.

## Lage
Die Gemeinde im Regionalen Naturpark Landes de Gascogne liegt im Einzugsgebiet der Stadt Bordeaux. Biganos liegt östlich von Arcachon am Bassin d’Arcachon in Nachbarschaft zu Audenge. An der südlichen Gemeindegrenze mündet der Lacanau in die Eyre. Die Gemeinde ist Uferzone des Meeresnaturparks Bassin d’Arcachon.

## Geschichte
Archäologische Ausgrabungen zeugen von einer Besiedlung Biganos zu römischer Zeit, auch gibt es Gräber aus der Zeit der Merowinger.

### Bevölkerungsentwicklung

Graph zur Bevölkerungsentwicklung in Biganos

Während Biganos im Jahr 1962 noch über 3781 Einwohner hatte, zählt man aktuell 11.303 Einwohner (Stand 1. Januar 2022).
| Jahr                       | 1962 | 1968 | 1975 | 1982 | 1990 | 1999 | 2006 | 2013 |
| Einwohner                  | 3781 | 4213 | 4416 | 4588 | 5908 | 6950 | 8622 | 9950 |
| Quellen: Cassini und INSEE |      |      |      |      |      |      |      |      |

## Wirtschaft
In Biganos gibt es eine Papierfabrik, die Kraftpapier herstellt und eine Aufzucht von Stören zur Gewinnung von Kaviar.

## Gemeindepartnerschaft
Biganos ist partnerschaftlich verbunden mit Saint-Martin-de-Fontenay in der Nähe von Caen im Département Calvados.

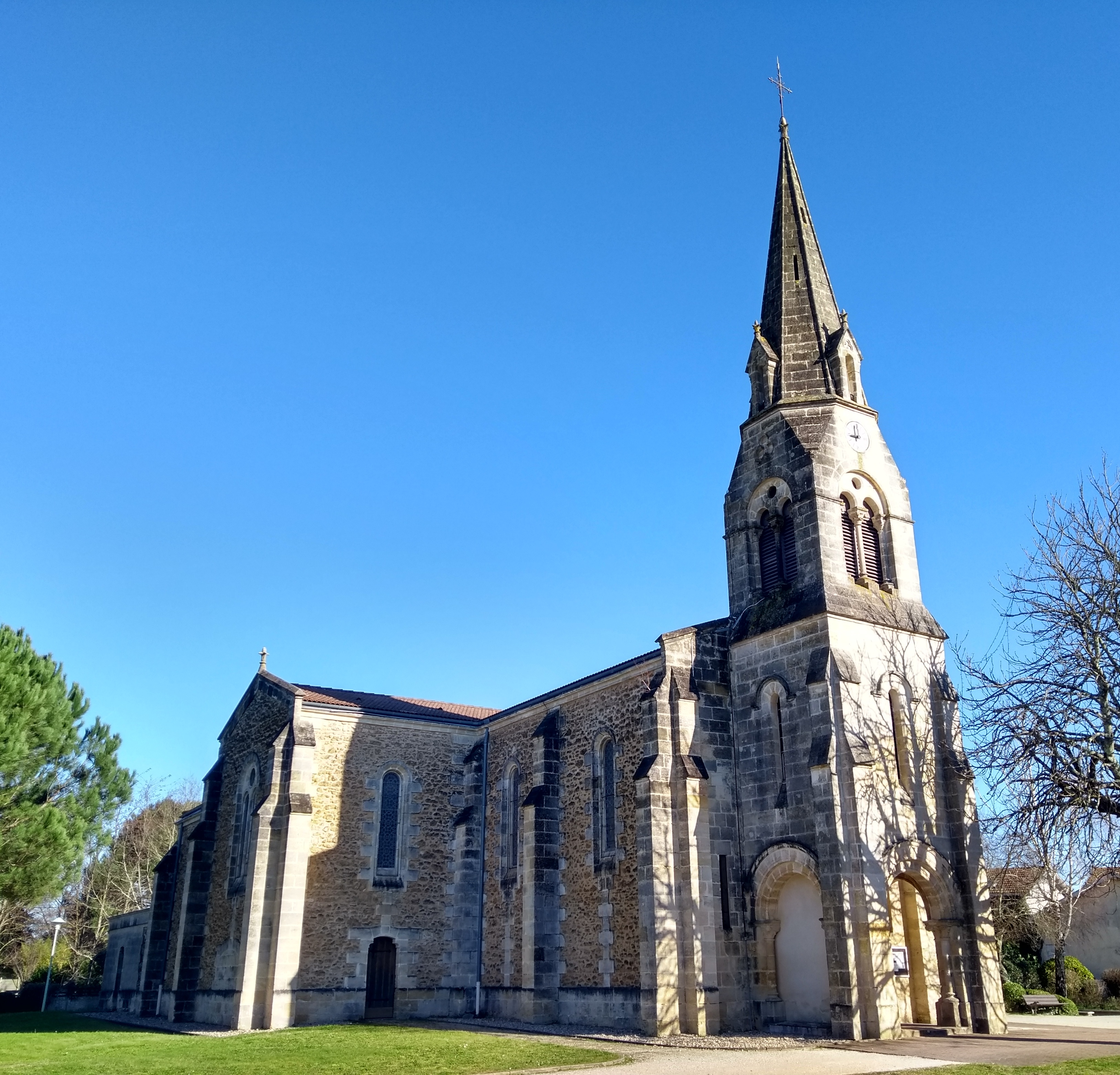
Kirche Saint-Gervais